# 彼得堡 (新罕布夏州)
彼得堡（Peterborough）是美國新罕布夏州希爾斯波羅縣的一個城市。據2010年美國人口普查，彼得堡有人口6,284人。鎮中心在2010年人口普查時有人口3,103人。